# Genési
Genési är en ort i Grekland.   Den ligger i prefekturen Trikala och regionen Thessalien, i den centrala delen av landet, 250 km nordväst om huvudstaden Aten. Genési ligger 240 meter över havet och antalet invånare är 411.
Terrängen runt Genési är varierad. Runt Genési är det ganska tätbefolkat, med 75 invånare per kvadratkilometer. Närmaste större samhälle är Trikala, 15,8 km öster om Genési. Trakten runt Genési består till största delen av jordbruksmark.